# 小峰義親
小峰 義親（こみね よしちか）は、戦国時代から江戸時代初期にかけての武将・大名。白河結城氏12代・仙台白河家初代当主。

## 生涯
天文10年（1541年）、誕生。
永正の変により断絶していた白河結城氏の庶流である小峰氏を継いでいた。主君である白河結城氏10代当主・結城晴綱が病により当主としての活動が困難になると、家中の実権を握るようになる。天正元年（1573年）に晴綱が病死し、その子で幼少の義顕が家督を継ぐと後見人となるが、天正3年（1575年） に家老の和知美濃守と謀って義顕を追放し、結城（白河）姓を名乗って自らが白河結城氏の当主となった。謀反の原因は、自身の野心によるものとも、岳父の蘆名盛氏に唆されたためともいわれるが、真意の程は不明。
ところが、後ろ盾としていた蘆名氏は二階堂氏、田村氏と争い混乱を極め、そのような中で白河結城氏は佐竹氏からの侵攻に遭ったため、その臣下として屈した。しかし、天正5年（1577年）7月、蘆名氏・田村氏が佐竹氏が南方から北条氏政に攻められたのに乗じて白河城を攻め落とすと、義親が再び白河家の実権を掌握した。その後の講和条件によって天正7年（1579年）に佐竹義重の次男・義広を養子に迎え、義親は入道して不説斎と号し、佐竹氏に恭順の意を示して義広の後見人となり、白川（白河）の名跡は義広が継いだ。その義広が、天正15年（1587年）に蘆名氏を継いだため、再び義親が白河結城氏の当主となった。なお、天正10年（1582年）には蘆名盛隆の斡旋で、追放した義顕が白河に帰参したが、あくまで義親の臣下という位置づけであった。
その後は佐竹氏に従って人取橋の戦いや郡山合戦などに従軍したが、天正17年（1589年）に蘆名氏が伊達氏に滅ぼされると佐竹氏に見切りをつけ、伊達政宗に服属した。天正18年（1590年）の豊臣氏による小田原征伐において、政宗から小田原への参陣を止められていたため、政宗に託して豊臣秀吉に貢物を贈ったが、秀吉からは参陣しなかったために許されず、所領を没収され改易となった（奥州仕置）。
以後、所領回復を願って会津の蒲生氏郷を頼るも、願いはかなわず諸国を放浪していたが、慶長6年（1601年）、伊達政宗に召し抱えられ、子孫はのち伊達一門に列せられ、仙台藩士となった。義親は嫡子がいなかったため、弟・義名の子である白河義綱を養子にした。晩年は政宗に厚遇を受けたという。元和5年（1619年）、79歳で家督を義綱に譲り隠居した。
寛永3年（1626年）2月6日、死去。享年86。

## 出自
結城顕頼の子といわれるが、結城晴綱の次男で嫡子との説もある。小峰氏は継いでおらず、家督簒奪ではないともいわれている。
『白河市史』の編纂の過程で、晴綱の没後に結城白河氏の当主になったのは、系図上では存在を知られていなかった「結城隆綱」であることが明らかになったが、この人物について義親の初名である説が有力視される一方、晴綱と義顕の間に位置づけて義親の謀叛によって白河を追放された当主とみる説もある。

## 牛切丸の逸話
那須野ヶ原で鷹狩を開いていたとき、突然一頭の牛が義親の前に出てきて一声鳴いたところ、義親の腕に居た鷹が驚いて逃げ去ってしまい、義親は怒って差していた太刀でその牛を一刀両断した。以後この太刀を「牛切丸」と号し、後に那須神社（栃木県大田原市）に奉納された。鎌倉時代中期の備前国一文字派の作と推定され、県有形文化財に指定されている。